# Deutscher Verband Technisch-Wissenschaftlicher Vereine
Der Deutsche Verband Technisch-Wissenschaftlicher Vereine (DVT) ist ein gemeinnütziger eingetragener Verein mit Sitz in Berlin. Ihm gehören derzeit 36 technisch-wissenschaftliche Fachgesellschaften mit insgesamt mehr als 210.000 Mitgliedern (Naturwissenschaftlern, Ingenieuren, Unternehmen, Organisationen und Instituten) an.

## Aufgaben
Zweck des Verbandes ist satzungsgemäß die Behandlung gemeinsamer, den fachlichen Aufgabenkreis der einzelnen Vereine überschreitende Arbeiten und Aufgaben auf den verschiedenen Gebieten der Technik. Dazu gehören insbesondere:
- die Förderung der technischen Wissenschaften,
- die Vereinheitlichung gemeinsamer technischer Grundlagen,
- die Weiterentwicklung des technischen Unterrichtswesens,
- die Mitarbeit an der Gesetzgebung auf dem Gebiet der Technik und in Fragen der technischen Verwaltung.

Ziel ist es, dem technisch-wissenschaftlichen Schaffen angemessenen Einfluss zu sichern.
Der DVT versteht sich dabei als Bindeglied zwischen Wissenschaft, Wirtschaft, Politik und Gesellschaft.
Neben der Politikberatung, der Weiterentwicklung des Patentwesens und der Vertretung der deutschen technisch-naturwissenschaftlichen Positionen auf europäischer und weltweiter Ebene ist insbesondere Förderung des technisch-naturwissenschaftlichen Nachwuchses und die Weiterentwicklung der technisch-naturwissenschaftlichen Bildungslandschaft ein wichtiger Schwerpunkt der Vereinsaktivitäten.

## Geschichte
Der DVT wurde erstmals am 27. Mai 1916 gegründet. Gründungsmitglieder waren der Verein Deutscher Ingenieure, der Verband Deutscher Elektrotechniker, der Verein Deutscher Eisenhüttenleute, die Schiffbautechnische Gesellschaft, der Verein Deutscher Chemiker und der Verband Deutscher Architekten- und Ingenieurvereine.
In der Zeit des Nationalsozialismus wurde der Verband am 1. August 1934 aufgelöst und entstand erst nach Kriegsende neu. An der Wiedergründung am 5. August 1948 waren neben den Gründungsmitgliedern VDI, VDE und VDEh auch der Deutsche Verein des Gas- und Wasserfaches, der Verein Deutscher Gießereifachleute, die Gesellschaft Deutscher Metallhütten- und Bergleute (GDMB) und die Deutsche Gesellschaft für chemisches Apparatewesen beteiligt.

## Organisation
Der Vorstand des DVT besteht derzeit aus fünf Personen. Alleinvertretungsberechtigter Vorsitzender des Vorstands ist Gerald Gerlach.
Die Geschäftsstelle des DVT hat ihren Sitz in Berlin. Geschäftsführer des DVT ist Thomas Kiefer.
Im DVT gibt es folgende Ausschüsse:
- Ingenieur- und Technikfragen
- Naturwissenschaft und Technik
- Rechts- und Steuerfragen
- Verlagsfragen
- National Monitoring Committee der FEANI

## Aktivitäten

### EUR ING
Der DVT ist die nationale Kontaktstelle für die Beantragung des FEANI-Titels EUR ING (european engineer). Mit diesem Zertifikat soll die Mobilität von Ingenieuren in Europa gesteigert werden. Die Prüfung der Anträge zum EUR ING obliegt dem National Monitoring Committee.
Die internationale Vergleichbarkeit von Berufsqualifikationen stellt heute viele Menschen vor ein Problem, wenn sie in einem anderen Land arbeiten oder forschen wollen. Im Bereich des Ingenieurwesens ist der EUR ING-Titel der FEANI ein exemplarisches Beispiel für die Stärkung internationaler Anerkennung von Berufsqualifikationen.
Mit dem EUR ING-Titel wird daran gearbeitet, die europäische „Richtlinie 2005/36/EG über die Anerkennung von Berufsqualifikationen“ aus dem Jahr 2005 umzusetzen. Der EUR ING-Titel trägt durch die offizielle Anerkennung seitens der Europäischen Kommission seit 1991 dazu bei, Berufsqualifikationen im Ingenieursbereich auch über die europäischen Ländergrenzen hinweg zu Anerkennung zu verhelfen. Durch die Verschmelzung der Märkte im Rahmen der Globalisierung werden Unternehmen und Personen häufig international tätig.
Um den Beruf des Ingenieurs auszuüben, bedarf es in den meisten Fällen keiner amtlichen Zulassung. Beispielsweise arbeiten zahlreiche deutsche Ingenieure in Großfirmen im EU Ausland ohne eine Zulassung in dem jeweiligen Land. Eine Zulassung bedarf es allerdings im geregelten Bereich und dieser ist in den Ländern Europas noch sehr unterschiedlich.
Da es in Europa und weltweit eine Vielzahl von Studiensystemen und Abschlüssen gibt, ist die Erlangung einer Zulassung zur Berufsausübung häufig schwierig und teilweise auch mit Auflagen zu Nachschulungen belegt. In einigen Ländern wird der EUR ING-Titel mittlerweile als Nachweis der berufsbefähigenden Qualifikation gefordert, wie beispielsweise vom Board of Engineers in Malaysia.
Der DVT sieht den EUR ING-Titel und den damit verbundenen Prozess zum Nachweis einer berufsbefähigenden Qualifikation als exemplarisches Vorbild für die Verbesserung der internationalen Vergleichbarkeit und Anerkennung von weiteren Berufsqualifikationen im technisch-naturwissenschaftlichen Bereich.

### DVT-Preis „Technik und Öffentlichkeit“
Der DVT-Preis „Technik und Öffentlichkeit“ wurde auf Initiative von Karl Steinbuch zwischen 1983 und 1993 für Publikationen verliehen, deren wichtigstes Merkmal die Förderung des Verhältnisses zwischen Technik und Öffentlichkeit ist.

### Stiftung Werner-von-Siemens-Ring
Der DVT betreut seit vielen Jahrzehnten ehrenamtlich die Stiftung Werner-von-Siemens-Ring.

## Zusammenarbeit

### FEANI
Der Verband ist das deutsche Mitglied der europäischen Ingenieursvereinigung FEANI.
Im Jahr 2013 war Hans Heinz Zimmer, Vorstand des DVT, Mitglied im Executive Board der FEANI. Darüber hinaus war der DVT in weitere Aktivitäten der FEANI involviert, die vor allem der Verbesserung der internationalen Vergleichbarkeit von Berufsqualifikationen dienten. Unter anderem organisiert der DVT das National Monitoring Committee (NMC) der FEANI für den EUR ING Titel.

## Technisch-naturwissenschaftliche Preise
Der DVT ist unter anderem vorschlagsberechtigt für folgende technisch-naturwissenschaftliche Preise und Auszeichnungen:
- Deutscher Zukunftspreis
- Gottfried-Wilhelm-Leibniz-Preis der Deutschen Forschungsgemeinschaft (DFG)
- Werner-von-Siemens-Ring der Stiftung Werner-von-Siemens-Ring
- Deutscher Umweltpreis der Bundesstiftung Umwelt

## Vorsitzende des DVT
- Carl Busley (1916–1920)
- Georg Klingenberg (1921–1925)
- George Henry de Thierry (1926–1934)

Verein aufgelöst (1934–1948)
- Hans Bredow (1948–1949)
- Karl Willy Wagner (1950–1952)
- Richard Vieweg (1952–1955)
- Karl Herz (1956–1960)
- Siegfried Balke (1961–1976)
- Ulrich Haier (1977–1988)
- Herbert Gassert (1989–1998)[5]
- Joachim Treusch (1999–2003)
- Hubertus Christ (2004–2009)
- Bruno Braun (2010–2012)
- Gerald Gerlach (seit 2013)